# Epopella kermadeca
Epopella kermadeca is een zeepokkensoort uit de familie van de Austrobalanidae. De wetenschappelijke naam van de soort is voor het eerst geldig gepubliceerd in 1979 door Foster.